# Czerwen (obwód Ruse)
Czerwen (bułg. Червен) – wieś w Bułgarii, w obwodzie Ruse, w gminie Iwanowo. Według danych szacunkowych Ujednoliconego Systemu Ewidencji Ludności oraz Usług Administracyjnych dla Ludności, 15 czerwca 2020 roku miejscowość liczyła 244 mieszkańców.
Na jego terenie znajduje się Rezerwat Archeologiczny „Średniowieczne Miasto Czerwen”.